# Константин Лекарски
Константин Лекарски е български агроном, нотариус и общественик.

## Биография
Константин Лекарски е роден в град Кюстендил. Син е на Иван Лекарски (1812-1878), брат на Васил Лекарски (1845-1877) и внук на Христо Лекарски (1786-1863), които са потомствени лекари в Кюстендил.
Завършва класното мъжко училище в Кюстендил. Постъпва в Областното земеделско училище в гр. Табор, Чехия (1874). Научава чешки и немски език и овладява специалността захароварство, която усъвършенства на практика във фабриката за захар в Копидълно край Прага.
Завръща се в Кюстендил след Освобождението, взема участие в създаване на българското управление в града като секретар на Окръжния управителен съвет (1878). Учител в Кюстендилската реална гимназия (1879-83). Окръжен лесничей в Кюстендил и София (1883-85). Дългогодишен нотариус в Кюстендилския окръжен съд, член на Кюстендилския окръжен съвет. Изявява се като активен деец, член и секретар на читалище „Братство“.
Константин Лекарски е един от радетелите за превръщане на Кюстендилския край в овощна градина. В покрайнините на града засажда зеленчукова и овощна градина. Прави свой разсадник за овощни дървета; с негово съдействие е организиран образцовият чифлик на Кюстендилската постоянна комисия (Държавен овощен разсадник) и открито Практическо лозаро-овощарско училище (1897).